# Dilophus minimus
Dilophus minimus är en tvåvingeart som först beskrevs av Hardy 1942.  Dilophus minimus ingår i släktet Dilophus och familjen hårmyggor.
Artens utbredningsområde är Costa Rica. Inga underarter finns listade i Catalogue of Life.